# Roland Böse
Roland Böse (n. 10 februarie 1947, Bingen am Rhein, Renania-Palatinat, Germania) este un canotor ce a reprezentat Germania, medaliat olimpic. A participat la o ediție a Jocurilor Olimpice (1968) în care a câștigat o medalie de aur.